# Житомир (ім'я)
Житомир — чоловіче ім'я слов'янського походження, виникло як сполучення основи «жит» від слова «життя» і слова «мир». Давнє українське ім'я. Нині це ім'я трапляється в Сербії та в Хорватії, де живе менш як десять людей з цим ім'ям.